# Ring Ring (canción)
«Ring Ring» es una canción y sencillo del grupo sueco ABBA. La canción fue creada para ser interpretada en el Melodifestivalen, sin embargo no triunfó y el grupo quedó fuera del Festival de Eurovisión. No obstante, Ring Ring se convirtió en un éxito, dándole al grupo su primer éxito en el Top 10 en muchos países.

## Versión en sueco
Ring Ring (Bara du slog en signal) (Ring Ring, solamente tú me darás una señal) fue escrita por Benny, Björn y Stig Anderson, y producida por Michael Tretow. Fue grabada el 17 de enero de 1973, llamada primeramente "Klocklåt". El sonido especial que se oye en la canción es similar al usado por el productor americano Phil Spector, el llamado creador del muro de sonido (wall of sound), que más tarde se convertiría en el sonido particular de ABBA. La canción más tarde sería incluida en el álbum de Ring Ring, solo en The Complete Studio Recordings como la pista n.º 13.
La canción fue la elegida para que el grupo participara en el Melodifestivalen 1973, para poder representar a Suecia en el Festival de la Canción de Eurovisión 1973, y así lograr la fama internacional para el cuarteto. Sin embargo, a pesar de todo el esfuerzo puesto por los cantantes, los escritores, y los productores; la canción no fue seleccionada y por decisión del jurado quedó en tercer lugar, no obstante la versión sueca se convirtió en un número uno en las listas suecas.

## Åh, vilka tider!
La canción elegida para el lado B fue Åh, vilka tider! (Oh, ¡qué tiempos!). También cantada en sueco, fue grabada el 7 de junio de 1972 y escrita por Benny y Björn. La canción más tarde sería incluida en el álbum de Ring Ring, solo en The Complete Studio Recordings como la pista número 14. 
Åh, vilka tider! es la única canción de ABBA que salió en sencillo en sueco y nunca fue traducida a otro idioma. Además es la canción más corta que ABBA grabó completamente, solamente dura 2:32.

## Listas

### "Ring Ring" en listas
| Lista                      | Posición |
| -------------------------- | -------- |
| Suecia Álbum/Singles Chart | 1        |
| Suecia Svensktoppen        | 1        |

### "Åh, vilka tider!" en listas
| Lista               | Posición |
| ------------------- | -------- |
| Suecia Svensktoppen | 6        |

## Versión en inglés
La música de la canción había sido originalmente compuesta por Benny, Björn y Stig; y fue traducida al inglés por Neil Sedaka y su ayudante Phil Cody. La canción fue grabada en el estudio Metronome, en Estocolmo, Suecia, el 17 de enero de 1973, 
Después de salir en tercer lugar en el Melodifestivalen 1973 la canción (tanto en sueco como en inglés) fue promocionada como sencillo y la canción tuvo un impacto inesperado en varios países.
Este suceso fue el que los motivó a seguir con la idea de formar un grupo, porque antes de que vieran el éxito de Ring Ring, el trabajar juntos nunca fue un asunto primordial para ninguno de los cuatro. Pero aunque ya tenían la voluntad, cada uno tenía asuntos pendientes. Björn y Benny tenían que producir a otros artistas, Agnetha y Frida, por su parte, tenían contratos con otras disqueras para grabar sus discos en solitario.
ABBA intentaría salir de esta situación para probar suerte en el festival el siguiente año, y así conseguir fama internacional.

## Lados B

### She's My Kind Of Girl
Era solo cantada por Benny y Björn y se incluyó en su álbum Lycka, y se había convcertido en un éxito en Japón en 1972 y fue el lado B en Suecia y Austria. Fue grabada en noviembre de 1969, originalmente para el dúo Björn & Benny, pero luego usada para ser incluida en la edición internacional del álbum Ring Ring como la pista número 10. Es el lado B "oficial" del sencillo.

### Rock'n Roll Band
Fue el lado B en la mayoría de los países donde fue lanzado el sencillo. Fue escrita por Björn y Benny y muy probablemente fue grabada el 26 de septiembre de 1972. La canción fue incluida en el álbum Ring Ring como la pista nº12. Previamente había sido incluida en el álbum Lycka, cuya versión tenía un verso extra y las mujeres no cantaban en ella.
"Rock'n Roll Band" sería lanzada más tarde como sencillo en Estados Unidos y en Suecia, con el lado B Another Town, Another Train. Comúnmente era interpretada por el grupo en su gira de 1973, de 1974 y de 1975 a veces cantada por Frida.

## El vídeo
El video de "Ring Ring" fue hecho en junio de 1974, en los SVT Studios en Estocolmo. Filmado en la misma época que el de Waterloo y dirigido por Lasse Hallstrom, el video muestra al grupo cantando la canción en un estudio en blanco, acompañados de Lasse Wellander, Ola Brunkert y otro guitarrista. Sin embargo, el video fue hecho con el Remix de 1974. Una diferente versión con algunos retoques del clip fue hecho en 1989, ya con la canción original.
El video está disponible en los DVD ABBA Number Ones (DVD) y The Definitive Collection (DVD)

## Listas de popularidad
| Lista                                     | Posición |
| ----------------------------------------- | -------- |
| Bélgica Top 30 BRT Singles                | 1        |
| Dinamarca Top 40 Singles                  | 1        |
| Suecia Tio i Topp                         | 1        |
| México Lista de Sencillos Internacionales | 1        |
| Austria Top 75 Singles                    | 2        |
| Bélgica Humo Singles                      | 2        |
| Noruega Top 20 Singles                    | 2        |
| Suecia Álbum/Singles                      | 2        |
| Finlandia Sousikki Singles                | 3        |
| Sudáfrica Springbok Top 20 Singles Chart  | 3        |
| Alemania Top 50 Singles                   | 5        |
| Holanda Dutch Top 40                      | 5        |
| Holanda Top 30 National Hitparade         | 5        |
| Costa Rica Top 50 Radio Uno               | 6        |
| Australia Top 50 ARIA Singles Chart       | 7        |
| Nueva Zelanda Top 40 RIANZ Singles Chart  | 17       |
| UK Singles Chart                          | 32       |
| Francia Top 100 Singles                   | 82       |
| Australia Top 100 ARIA Singles Chart      | 90       |

### Trayectoria en liatas
| Posición | 48 | 34 | 32 | 37 | 50 |

| Posición | 92 | 92 | 90 | 90 | 96 | 56 | 41 | 34 | 26 | 14 | 10 | 7 | 7 | 12 | 11 | 11 | 10 | 16 | 17 | 17 | 18 | 25 | 32 | 41 | 51 | 54 | 68 | 76 |

### Listas de Fin de Año
| País          | Posición | Año  |
| ------------- | -------- | ---- |
| Australia     | 49       | 1976 |
| Bélgica       | 19       | 1973 |
| Nueva Zelanda | 84       | 1976 |
| Países Bajos  | 65       | 1973 |
| Sudáfrica     | 13       | 1974 |

## Versiones deRing Ring
- Ring Ring. La versión alemana de la canción fue escrita por Peter Lach en 1973. Fue introducida a Alemania como sencillo, y con el lado B estaba la versión alemana de "Another Town Another Train" Wer Im Wartesaal Der Liebe Steth (Quien espera su amor en el cuarto). El sencillo no tuvo mucho éxito, pero esta no sería la última vez que ABBA grabaría en alemán. La canción más tarde sería incluida en el álbum de Ring Ring, solo en The Complete Studio Recordings como la pista número 19. Y en 18 Hits como la pista 17.[12]

- Ring Ring. Es la versión en español de la canción; escrita por Doris Band. Aunque la canción fue grabada en 1973, nunca se dio a conocer al público. La canción solo vio la luz hasta el año 1993, cuando se sacó el álbum ABBA Más Oro. Desafortunadamente el álbum tampoco tuvo mucho éxito, y no fue sino hasta 1999, que se dio a conocer un álbum con todas las canciones de ABBA en español ABBA Oro, y se incluyó la canción como la pista nº15. La canción más tarde sería incluida en el álbum de Ring Ring, solo en The Complete Studio Recordings como la pista nº17.[13]

- Ring Ring (Remix, versión del sencillo en R.U.). Remix lanzado en 1973 solo en el Reino Unido, que actualmente está disponible en el box set The Complete Studio Recordings en el CD 2, como la pista nº17. El remix llegó al puesto nº32 en las listas británicas.[14]

- Ring Ring (Remix, versión de E.U.A.). Remix lanzado en 1974 solo en el Estados Unidos, que actualmente está disponible en la caja recopilatoria The Complete Studio Recordings en el CD 2, como la pista n.º 12, y en The Definitive Collection como tema extra. Es muy parecido al remix del Reino Unido, solo que en este se oye un saxofón en el coro.[15]

- Ring Ring (Versión multilenguaje). Remezcla lanzada en 1994 en la caja recopilatoria Thank you for the Music (1994) en el CD4 como la pista n.º 9. El remix consta de los fragmentos de las versiones en sueco, español y alemán en ese orden.[16]